# Vidrio esmerilado

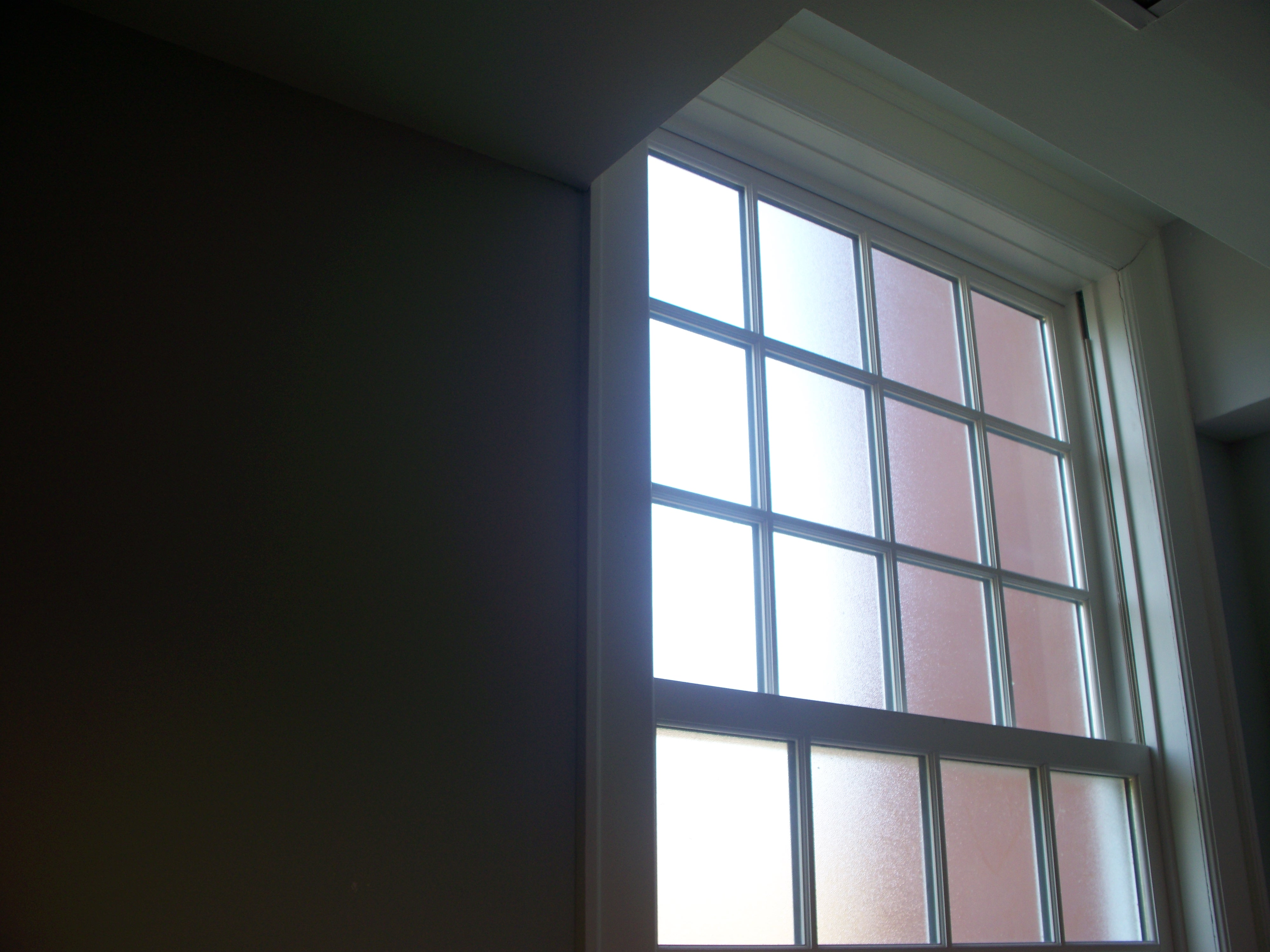
Ventanas de vidrio esmerilado usadas en un cuarto de descanso.

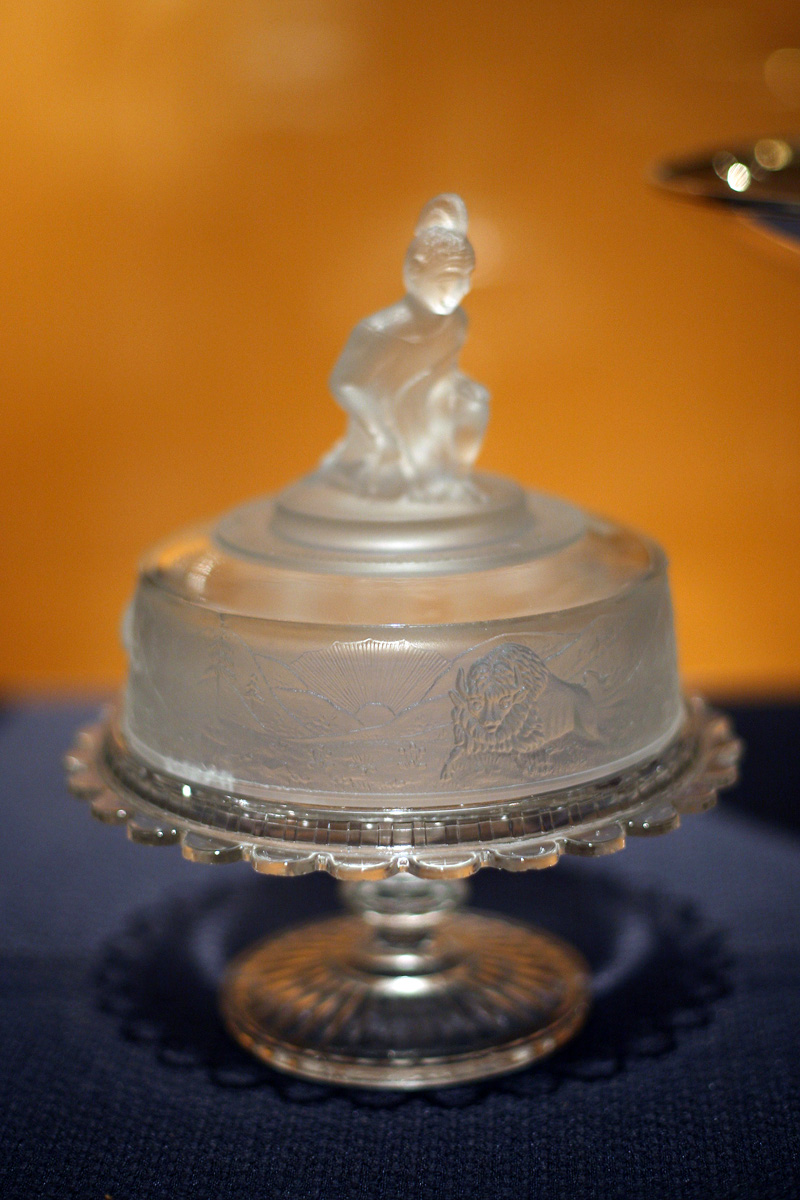
James Gillinder & Sons (1860-ca. 1935). "Westward Ho!" Compota, ca. 1875. Vidrio esmerilado incoloro. Museo de Brooklyn.

El vidrio esmerilado, también denominado vidrio opacado, se consigue puliendo o deslustrando el vidrio claro con esmeril u otra sustancia. Tiene el efecto de hacer el cristal traslúcido, o sea, permite la dispersión de la luz, pero no deja ver nítidamente las imágenes.

## Aplicaciones
- Para obtener privacidad visual admitiendo al mismo tiempo la luz.
- Patrones decorativos pueden imponerse a otros de vidrio claro con cera o con otros que se resisten a conservar las zonas transparentes.
- El vidrio esmerilado en las bombillas se utiliza para distribuir uniformemente la luz de la bombilla de filamento de toda su superficie.
- Para distribuir la luz de manera uniforme en una impresora fotográfica de contacto.
- Para crear un sello hermético en tubos.

El efecto del vidrio esmerilado se puede lograr también mediante la aplicación de película de vinilo, usada como una especie de plantilla en la superficie de cristal. La "foto-resistencia", o la película foto-resistente está también disponible, que puede ser producida para enmascarar la zona que rodea un diseño decorativo, o su logotipo en la superficie de cristal. 